# 1243

## Събития
- Инокентий IV е избран за папа.

## Родени
- Го-Фукакуса, император на Япония